# Arab an-Na'ím
Arab an-Na'ím (hebrejsky ערב א-נעים‎, arabsky عرب النعيم‎, v oficiálním přepisu do angličtiny Arab Al Naim) je vesnice v Izraeli, v Severním distriktu, v oblastní radě Misgav.

## Geografie
Leží v nadmořské výšce přibližně 290 m, v hornaté oblasti v centrální části Dolní Galileje, přibližně 22 km východně od břehů Středozemního moře a 22 km na západ od Galilejského jezera. Je situován na pahorku, jižně od okraje Bejtkeremského údolí, od kterého je ale oddělen hlubokým údolím, kterým protéká vádí Nachal Chilazon.
Obec se nachází přibližně 100 km severovýchodně od centra Tel Avivu a 30 km severovýchodně od centra Haify. Arab an-Na'ím obývají izraelští Arabové respektive arabští Beduíni, přičemž osídlení v tomto regionu je etnicky smíšené. 2 km na jih leží město Sachnin, které obývají Arabové. Jediným větším židovským sídlem je město Karmiel 2 km severně od osady. Krajina mezi těmito městskými centry je ovšem postoupena řadou menších židovských vesnic, které zejména západně a severně od Sachninu vytvářejí souvislý blok. Nejblíže z nich leží Ešchar, necelý kilometr jihovýchodně od Arab an-Na'ím.
Arab an-Na'ím je na dopravní síť napojen pomocí místní komunikace, která vede do sousední vesnice Ešchar.

## Dějiny
Arab an-Na'ím je obýván příslušníky beduínského kmene Sava'id. Původně kočovní pastevci se počátkem 50. let 20. století začali trvale usazovat v tomto regionu. Teprve roku 1999 ale byla tato jejich osada uznána izraelskou vládou za oficiální obec. Zástavbu stále tvoří provizorní příbytky. Územní plán nebyl dosud schválen, protože se čeká na vyjasnění majetkoprávních otázek souvisejících s vlastnictvím zdejších pozemků. Územní plán už je ale v pokročilém stavu projednávání. Předpokládá zřízení 150 stavebních parcel pro výstavbu trvalých domů.
V listopadu 2006 byl v obci zvolen první samosprávný sbor. V osadě fungují v provizorních prostorách dvě mateřské školy a společenské centrum. Děti z místních rodin dojíždějí do školy do vesnice Sallama.

## Demografie
Podle údajů z roku 2014 tvořili populaci v Arab an-Na'ím Arabové Jde o menší sídlo vesnického typu s dlouhodobě rostoucím počtem obyvatel. K 31. prosinci 2014 zde žilo 725 lidí. Během roku 2014 populace stoupla o 1,7 %.
| Rok            | 2007 | 2008 | 2009 | 2010 | 2011 | 2012 | 2013 | 2014 |
| -------------- | ---- | ---- | ---- | ---- | ---- | ---- | ---- | ---- |
| Počet obyvatel | 561  | 632  | 660  | 677  | 684  | 695  | 713  | 725  |